# Lamberto Zannier
Lamberto Zannier (ur. 15 czerwca 1954 w Fagagnie) – włoski prawnik i dyplomata, specjalny przedstawiciel sekretarza generalnego ONZ w Kosowie od 2008 do 2011, następnie do 2017 sekretarz generalny Organizacji Bezpieczeństwa i Współpracy w Europie (OBWE).

## Życiorys
W 1976 ukończył studia prawnicze na Università degli Studi di Trieste. Kształcił się również we włoskim instytucie dyplomatycznym (1988–1989). Jest autorem publikacji w dziedzinie współpracy w zakresie bezpieczeństwa, kontroli zbrojeń, zakazu proliferacji broni oraz misji utrzymania pokoju.
Od 1976 do 1978 pracował dla FAO w Rzymie. Od 1978 związany zawodowo z włoską dyplomacją. Pracował w ambasadach Włoch w Zjednoczonych Emiratach Arabskich, Austrii i Holandii. Następnie od 1987 do 1991 pracował w wydziale spraw międzynarodowego Ministerstwa Spraw Zagranicznych. W latach 1991–1997 stał na czele sekcji NATO do spraw rozbrojenia, kontroli zbrojeń i współpracy w dziedzinie bezpieczeństwa. Od 1997 do 2000 przewodniczył włoskiej misji przy OBWE. W latach 1998–1999 kierował negocjacjami w sprawie wdrażania postanowień traktatu o konwencjonalnych siłach zbrojnych w Europie.
W latach 2000–2002 był stałym przedstawicielem Włoch przy Organizacji ds. Zakazu Broni Chemicznej. Następnie do 2006 pełnił funkcję dyrektora Centrum Zapobiegania Konfliktom OBWE. Do jego kompetencji należał nadzór nad ponad dwudziestoma cywilnymi operacjami organizacji w Europie Wschodniej i Południowo-Wschodniej, na Kaukazie oraz w Azji Centralnej. Od 2006 do 2008 był reprezentantem Włoch w randze ambasadora we wspólnej polityce zagranicznej i bezpieczeństwa Unii Europejskiej.
W czerwcu 2008 Lamberto Zannier został mianowany przez sekretarza generalnego ONZ Ban Ki-moona specjalnym przedstawicielem SG ONZ w Kosowie w miejsce Joachima Rückera. W lipcu tegoż roku objął natomiast funkcję sekretarza generalnego OBWE, zastępując Marca Perrina de Brichambaut. Pełnił ją do lipca 2017, gdy nowym sekretarzem generalnym został Thomas Greminger. W tym samym miesiącu został wysokim komisarzem do spraw mniejszości narodowych w strukturze OBWE; stanowisko to zajmował do lipca 2020.